# Żydówka z pomarańczami
Żydówka z pomarańczami (Pomarańczarka, Przekupka z pomarańczami) – obraz olejny polskiego malarza Aleksandra Gierymskiego. Obraz został zrabowany podczas II wojny światowej przez okupanta niemieckiego i odzyskany w 2011.

## Historia
Dzieło powstało w latach 1880–1881 podczas pobytu artysty w Warszawie. W tym czasie Gierymski związał się z literatami i krytykami publikującymi na łamach pozytywistycznego czasopisma „Wędrowiec”, podjął współpracę ze Stanisławem Witkiewiczem i Antonim Sygietyńskim. Powstał wówczas cykl realistycznych scen rodzajowych, przedstawiających życie żydowskich mieszkańców Powiśla i innych ubogich dzielnic. Inne dzieła z tego cyklu poza Żydówką z pomarańczami to: Żydówka z cytrynami, Brama na Starym Mieście w Warszawie oraz kilka wersji Święta trąbek.
Obraz Żydówka z pomarańczami przed II wojną światową znajdował się w zbiorach Muzeum Narodowego w Warszawie. Zaginął po wybuchu powstania warszawskiego w niejasnych okolicznościach. Według informacji „Gazety Wyborczej” obraz pojawił się w Niemczech, w małym domu aukcyjnym Eva Aldag w mieście Buxtehude pod Hamburgiem i miał zostać wystawiony na aukcji 27 listopada 2010. 
W listopadzie 2010 roku, na zaproszenie dziennikarza Gazety Wyborczej Włodzimierza Kalickiego, marszand Marek Mielniczuk wziął udział w wyprawie do Buxtehude w Niemczech, aby zbadać obraz oferowany w domu aukcyjnym Eva Aldag. Wspólnie z Kalickim ustalił szczegóły konserwatorskich ingerencji oraz fakt, że jest to obraz skradziony z Muzeum Narodowego w Warszawie. Dla zachowania możliwości dalszego działania Mielniczuk formalnie zgłosił chęć udziału w licytacji, co pozwoliło utrzymać kontakt z domem aukcyjnym. Dzień przed aukcją Kalicki opublikował artykuł w „Gazecie Wyborczej”, a następnie Ministerstwo Kultury i Dziedzictwa Narodowego interweniowało w Niemczech. Jeszcze tego samego dnia niemiecki sąd nakazał zatrzymanie obrazu, a policja w Hamburgu zabezpieczyła Pomarańczarkę
. Właścicielka domu aukcyjnego twierdziła, że nie była świadoma wartości dzieła oraz że nie wiedziała, iż zostało ono zrabowane przez Niemców z Muzeum Narodowego. Dzięki staraniom Kalickiego, Mielniczuka i Ministerstwa Kultury i Dziedzictwa Narodowego oraz finansowemu wsparciu Fundacji PZU, Pomarańczarka w 2011 została sprowadzona do Polski i przekazana Muzeum Narodowemu w Warszawie.

## Opis obrazu
Na obrazie przedstawiona została ta sama Żydówka-handlarka, którą artysta uwiecznił na obrazie Żydówka z cytrynami (istniał również, zaginiony w latach 1939–1945, szkic olejny na płótnie Żydówka sprzedająca owoce przedstawiający tę samą żydowską handlarkę).
Kobieta ma ubogie ubranie, na głowie czepiec, na ramionach przerzuconą chustę. Na rękach przewieszone dwa kosze z pomarańczami. W tle dachy warszawskich domów. Kobieta ma pełną powagi twarz. Uwypuklone policzki i zmarszczki potęgują efekt smutku i bezsilności. Swego rodzaju kontrastem są pomarańcze, których kolor jest odniesieniem do życia, do ciepła, do południowego klimatu. Malarz sygnował obraz w lewym dolnym rogu. Oprócz pierwszej litery imienia i nazwiska umieścił również nazwę miasta, w którym namalował obraz.